# (406) Erna
(406) Erna es un asteroide perteneciente al cinturón de asteroides descubierto el 22 de agosto de 1895 por Auguste Honoré Charlois desde el observatorio de Niza, Francia.
Está posiblemente nombrado en honor de Erna Bidschof.